# 松林制片厂
松林制片厂（英語：Pinewood Studios）是英国一家电影和电视制片厂。该制片厂于1936年建立，坐落于伦敦郊区白金汉郡艾佛希斯，为詹姆斯·邦德系列电影长期拍摄基地，也是英国的主要电影制片厂。

## 历史
松林制片厂于1936年9月30日开幕。二战期间，英国皇家空军和陸軍进驻此地，并制作包括假建筑、假坦克、假飞机在内的各式假目标。
1962年，詹姆斯·邦德系列首部电影《鐵金剛勇破神秘島》在松林制片厂进行拍摄。之后该系列电影一直使用松林制片厂作为拍摄基地。
1984年《黑魔王》和2006年《007大战皇家赌场》拍摄期间，曾两度失火烧毁詹姆斯·邦德摄影棚。

## 其他分部

### 松林亚特兰大
原松林亚特兰大制片厂（英語：Pinewood Atlanta Studios），坐落于美国亚特兰大南郊的費耶特縣。该制片厂于2013年开始筹建，2014年参与拍摄首部主要电影《蟻人》。2020年，松林制片厂出售其亚特兰大分部的股份，该基地改名为Trilith制片厂。

### 松林马来西亚依斯干达
原松林马来西亚依斯干达制片厂（英語：Pinewood Iskandar Malaysia Studios），坐落于马来西亚依斯干达经济特区依斯干达公主城。该制片厂于2010年开始建设，2014年开幕启用。2019年，松林制片厂终止该分部的合作关系，该基地更名为马来西亚依斯干达制片厂。